# 白澤站 (秋田縣)
白澤站（日语：／ Shirasawa eki */?）是位於秋田縣大館市白澤字白澤，東日本旅客鐵道（JR東日本）的奧羽本線車站。

## 歷史
在1899年，此站與鄰站陣場站啟用，為秋田縣首兩座啟用車站。

### 年表
- 1899年（明治32年）
  - 6月21日：官設鐵道碇關站至此站之間開業，此站啟用。當時車站位於北秋田郡矢立村（日语：矢立村）。
  - 11月15日：此站至大館站之間開業。
- 1909年（明治42年）10月12日 - 制定路線名稱，此站成為奥羽本線車站。
- 1984年（昭和59年）4月12日：成為無人車站[2]。
- 1987年（昭和62年）4月1日：伴隨國鐵分割民營化，車站由東日本旅客鐵道（JR東日本）營運。
- 1992年（平成4年）
  - 9月初：車站大樓改建工程開始動工[2]。
  - 12月上旬：新車站大樓開始使用[2]。
  - 12月21日：舉行新車站大樓完工儀式[2]。
- 2018年（平成30年）12月1日：隨著大館站成為業務委託車站，此站改由東能代站管理。

## 車站構造

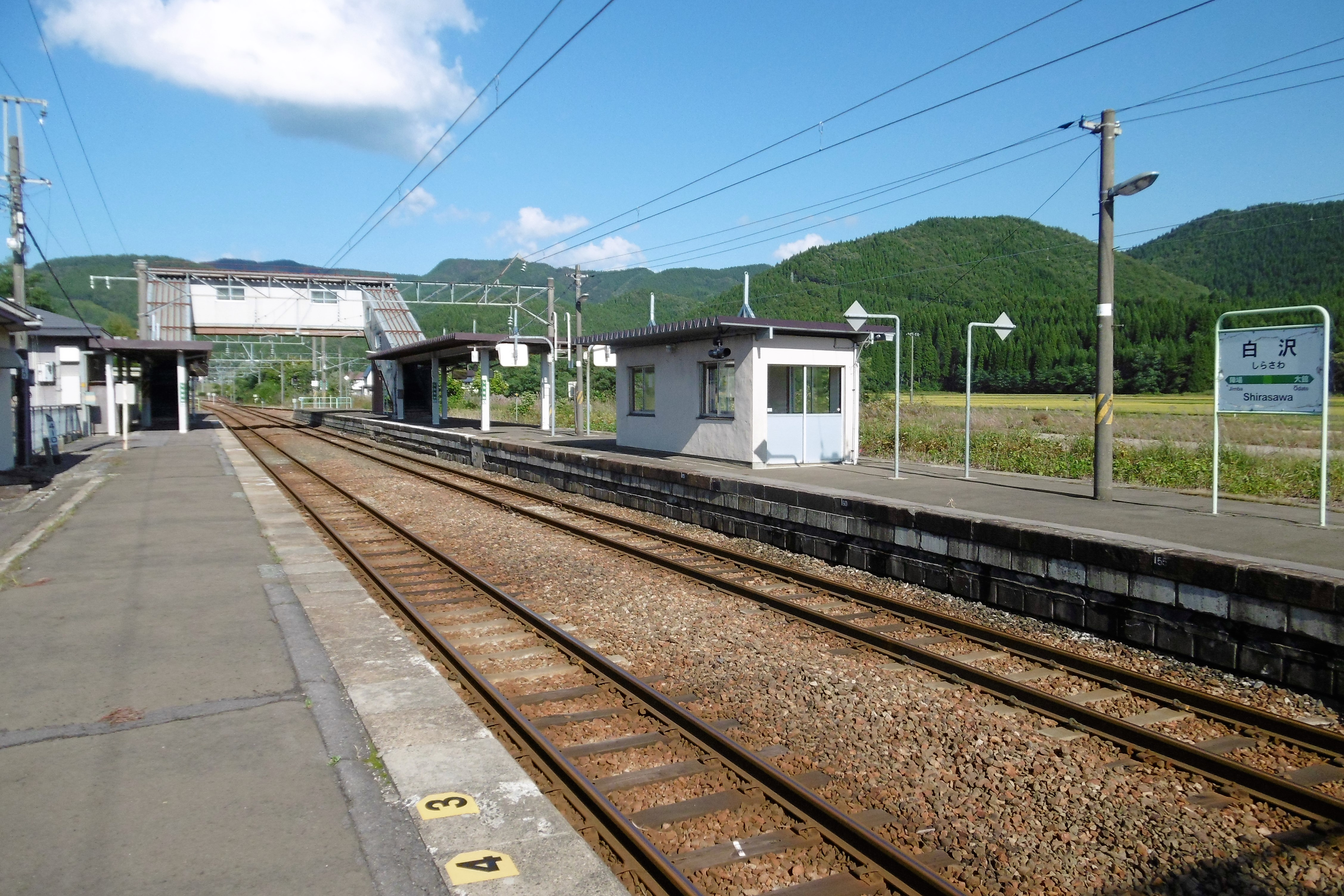
望向弘前方向

車站是一座地面車站，設有1面1線的單式月台和1面2線的島式月台，共設有2面3線的月台。在各月台上設有跨線橋連接。
車站大樓是在1992年（平成4年）重建，新的大樓為一座鋼架平房，樓面面積は44.9平方米。候車室內設有半圓形的長椅。總工程費用為2340萬日圓。
此站是由東能代站管理的無人車站。

### 月台
| 月台 | 路線         | 上下行       | 方向         |
| ---- | ------------ | ------------ | ------------ |
| 1    | ■奧羽本線    | 下行         | 青森方向     |
| 2    | ■奧羽本線    | 上行         | 秋田方向     |
| 3    | （後備月台） | （後備月台） | （後備月台） |

參考
3號月台為上下行共用的待避線，截至2017年3月，沒有定期旅客列車使用該月台。

## 車站周邊
- 國道7號
- 白澤郵局
- 大館市政廳矢立出張所
- 秋北巴士（日语：秋北バス）「白澤」巴士站

## 相鄰車站
東日本旅客鐵道（JR東日本）
■奧羽本線
□快速
通過
■普通
大館－白澤－陣場

## 注腳
1. 1 2 3 4 5 6 7  . 週刊朝日百科. 31号 青森駅・弘前駅・深浦駅ほか. 朝日新聞出版. 2013-03-17: 20 （日语）.
2. 1 2 3 4 5 6 7  “新しい駅舎が完成 大館市のJR奥羽線白沢駅” 秋田魁新報 (秋田魁新報社): p15. (1992年12月17日 朝刊)
3. ↑  JR東日本:駅構内図 （页面存档备份，存于）（日語）

## 外部連結
- 車站資訊（白澤）：東日本旅客鐵道（日語）